# Château de Rosières (Côte-d'Or)
Pour les articles homonymes, voir Château de Rosières.
Le château de Rosières est un manoir fortifié (ou maison forte) situé sur la commune de Saint-Seine-sur-Vingeanne en Bourgogne-Franche-Comté.
Le château fait l’objet d'une inscription au titre des monuments historiques depuis le 3 juin 1927 d’un classement depuis le 28 janvier 1930.

## Localisation
Le château est situé sur la RD 30 à trois kilomètres au sud-ouest de Saint-Seine-la-Tour, à proximité de la Vingeanne. Il est situé

## Historique

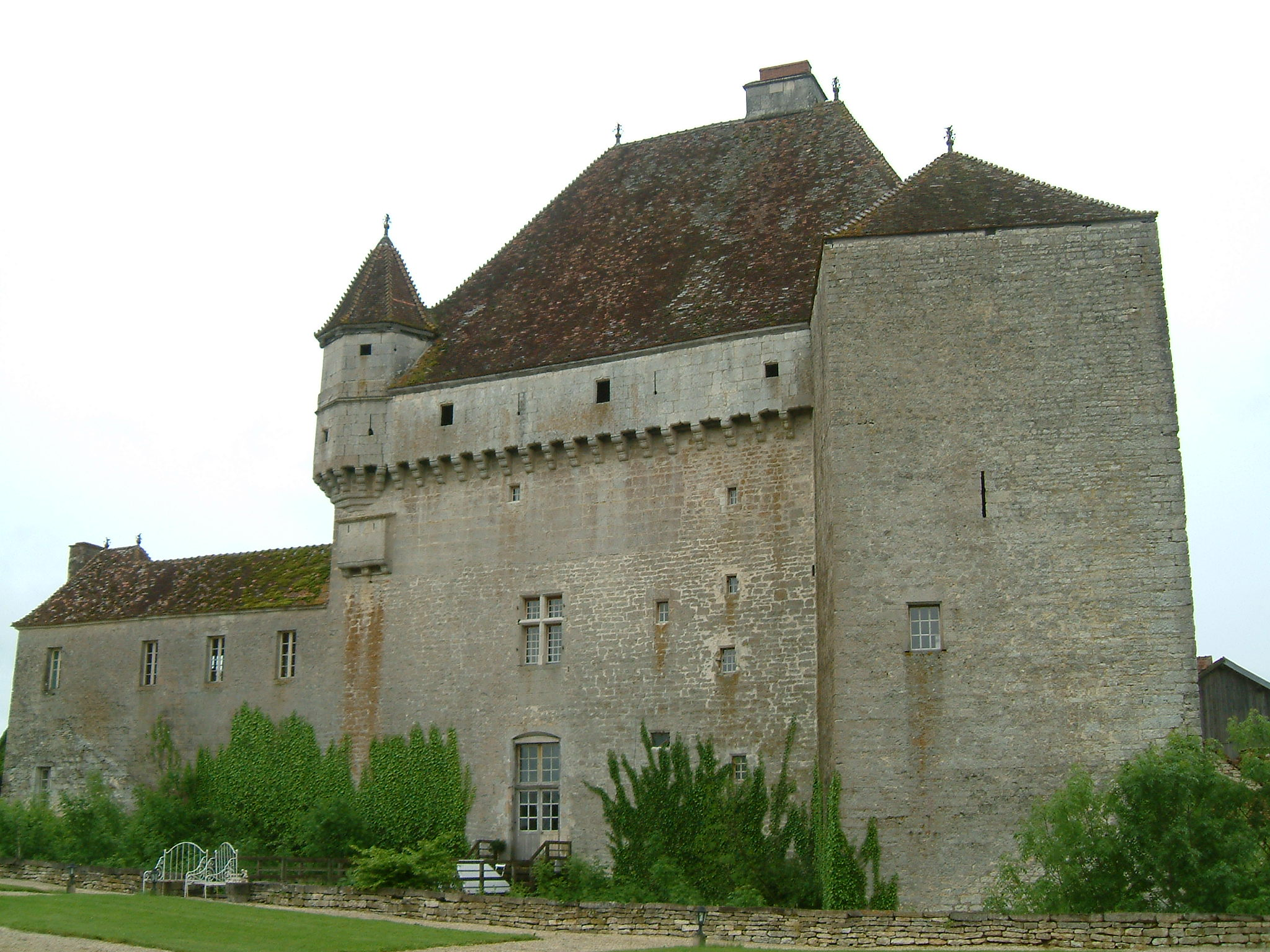
façade du Château de Rosières

Dès le XIe siècle, le nom de Rosières apparaît dans différentes chartes. Il désigne alors une "grange", c'est-à-dire un domaine d'exploitation rurale attaché à une seigneurie. De provenance ducale, le fief de Rosières aurait été concédé en 1321 (ou 1320 ?) à la première famille porteuse du nom de Saint-Seine par Eudes IV, duc de Bourgogne, en échange de la grange d'Estaule (à Saint-Seine-sur-Vingeanne). De 1321 à sa mort en 1350, Pierre de Saint-Seine bâtit le domaine. Au XVe siècle, pour faire face aux dangers que représentent les guerres incessantes qui ravagent la contrée, le manoir est fortifié avec l'agrément du duc. Il peut servir de refuge aux cultivateurs du domaine menacé. Le donjon semble ainsi avoir été terminé en 1445. En 1474, on parle de la "maison forte" de Rosières. Elle est alors possédée par Pierre et Guillaume de Saint-Seine. Les armoiries des Saint-Seine, peintes ou sculptées au XVe siècle, se retrouvent dans la bâtisse. Après plusieurs ventes et successions, le domaine revient en 1682 à Claude Bernard-Maillard, marié à Anne-Reine Mallot du Bousquet. Celui-ci effectue divers réaménagements ponctuels à la fin du XVIIe siècle. On note ainsi la présence de ses armoiries et de celles de son épouse au sommet des profonds ébrasements de certaines baies. Il décide également la construction d'un pavillon classique à proximité de l'édifice médiéval. L'ensemble change encore de mains au XVIIIe siècle : il est la propriété de Claude Bernard, co-seigneur d'Attricourt qui l'achète en 1708, puis de Jean Verchère et Agnès de Richemont qui le reçoivent en donation (1728) et finalement, cinq ans plus tard, de Jean Chanteau, secrétaire à la chambre des comptes de Dole qui l'achète en 1733. Au milieu du siècle, le château retourne à nouveau au seigneur de Saint-Seine en la personne de Bénigne Le Gouz (en 1752). Dès lors, Rosières devient un élément secondaire du domaine et perd son statut de demeure seigneuriale. Elle est dorénavant habitée par les régisseurs qui l'entretinrent sans y faire de travaux importants, figeant le château dans son état de la fin du XVIIe siècle.
Le château est finalement acheté en 1980 par la famille Bergerot. Les propriétaires actuels l'exploitent en chambres d'hôtes. Il est ouvert à la visite toute l'année de 10h à 19h et propose des activités pour enfants (chasse au trésor).

## Description

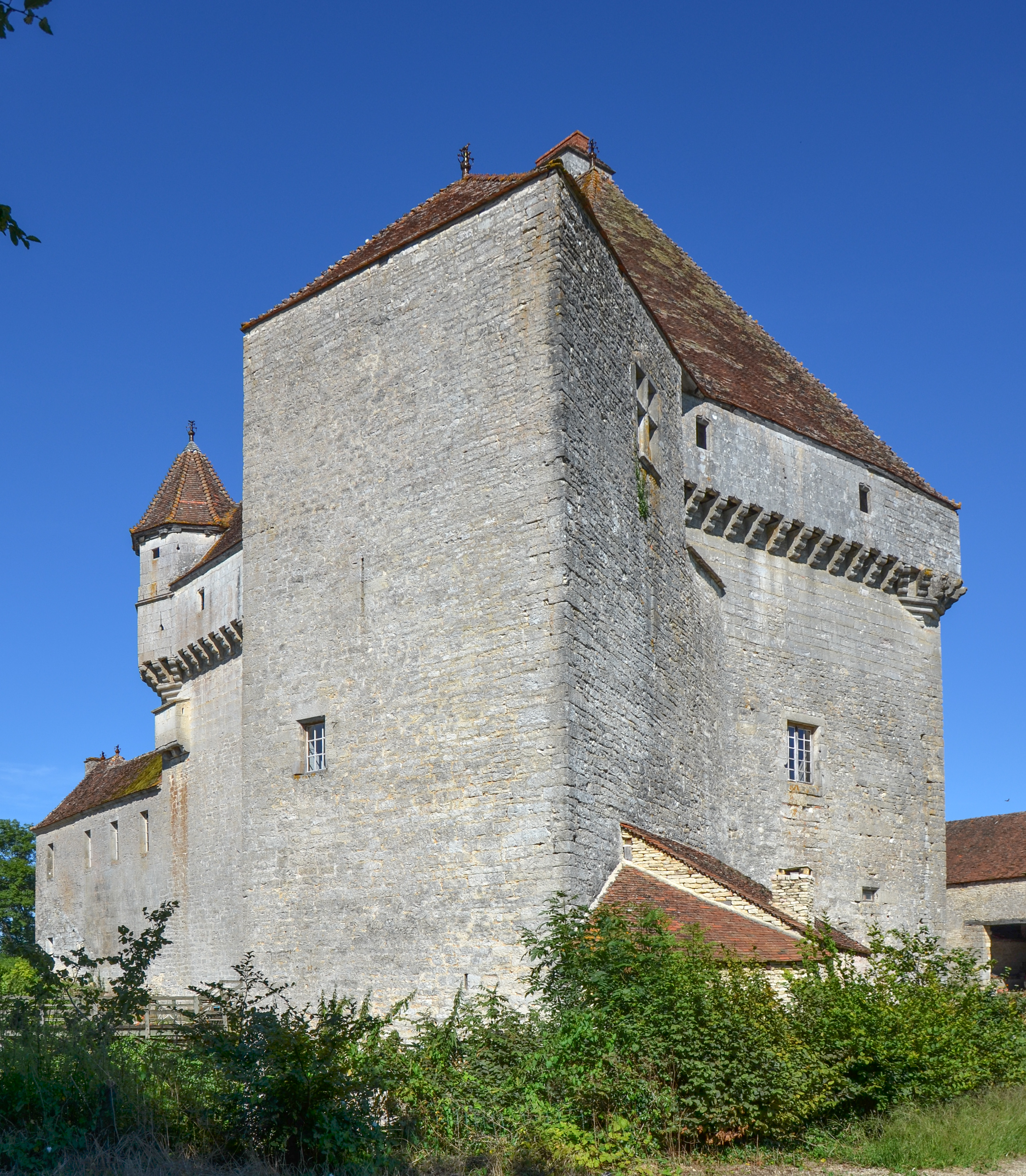
Tour quadrangulaire de flanquement et donjon

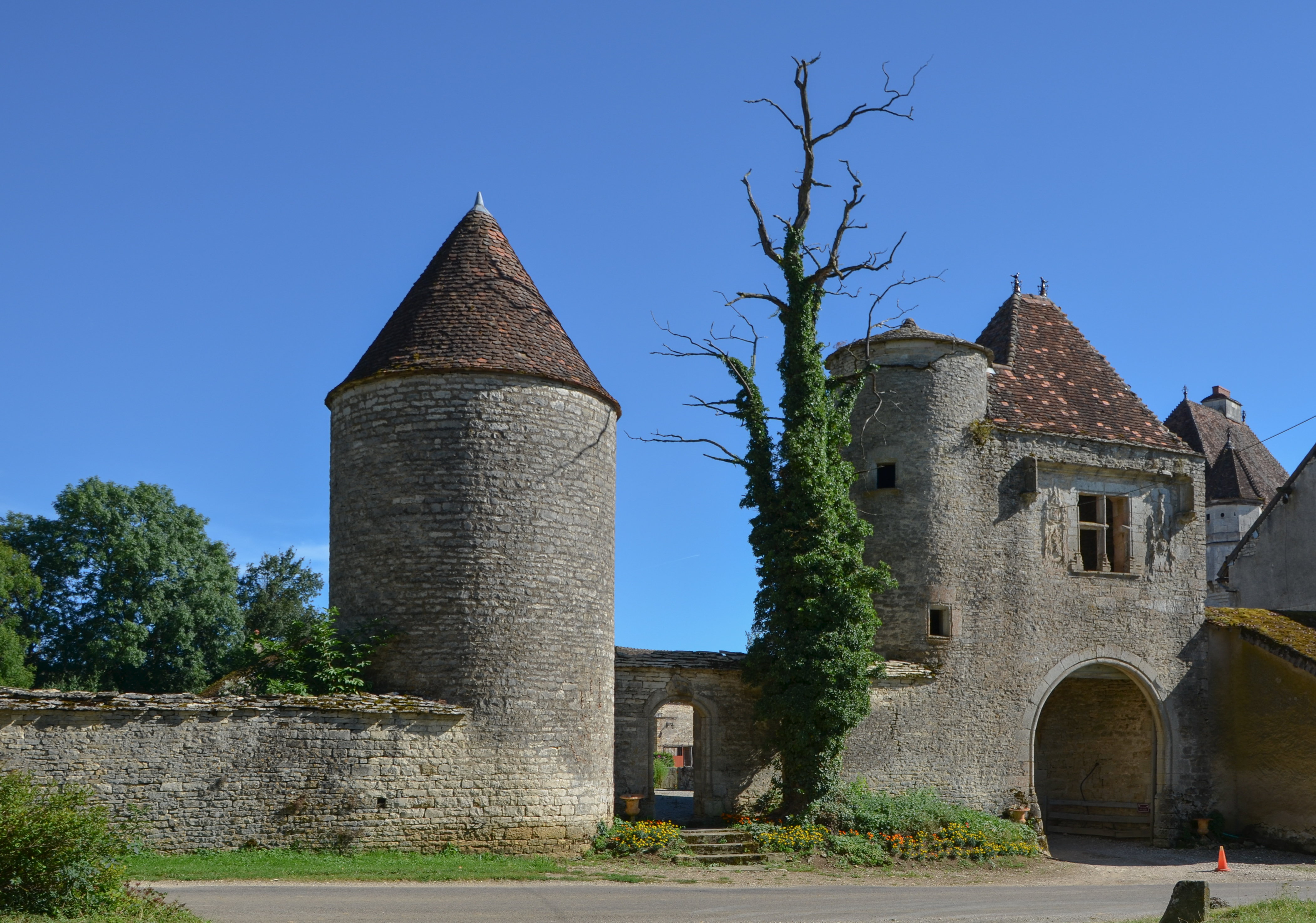
Porte charretière

Maintenant entouré de bâtiments d’exploitation agricole, le domaine de Rosières (manoir, basse-cour et communs) était autrefois entouré de murailles qui baignaient dans le fossé d'enceinte. On a aussi signalé un double rang de fossés et d'escarpement séparés par un terre-plein. Dans l'escarpe même du rempart, s'ouvrait un souterrain fermé d'une porte, maçonné en voûte de cave, et qui reliait, dit-on, Rosières à une maison de Saint-Seine (?).
Le principal élément de l'ancienne maison forte est un imposant donjon (21 m de long sur 13,50 m de large) des 
XIVe et XVe siècles. Du fond des fossés subsistants jusqu'à la toiture, les murs, épais de 1,80 m, ont une hauteur de 19 m. Ce donjon « carré », bien préservé, présente tous les éléments caractéristiques des fortifications du Moyen Âge : ceinture de mâchicoulis en accolade à consoles formées d’un triple tore, chemin de ronde complet, échauguettes sur trois angles (il n'en subsiste qu'une de nos jours, à l'angle nord-ouest), meurtrières... Une grosse tour quadrangulaire (XIVe siècle) renforce le quatrième angle (sud-ouest) du donjon. Aujourd'hui, cette dernière n'a plus sa haute toiture à 4 pans surmontée d'un lanternon qui lui donnait une allure de clocher pittoresque comme en témoignent les peintures murales du pavillon (XVIIe siècle). Le donjon, lui, est couvert d'une toiture de pavillon à 4 pans reposant sur une magnifique charpente en chêne d'origine. Les combles sont très développés : hauteur de 12 m avec cheminée centrale comprenant 6 conduits.
Le bâtiment abrite une très belle salle de réception avec une cheminée du XVe siècle et des baies et un plafond peint du XVIIe siècle. Dans ce donjon, on note aussi la présence d'une ancienne cuisine avec anneaux de suspension dans la voûte, de cheminées monumentales, d'un escalier à vis, etc. Il abrite surtout plusieurs chambres, aujourd'hui utilisées en chambres d'hôtes : la chambre « des ducs », entièrement refaite au XVIIe siècle par les Maillard (alcôve en anse de panier, armoiries et tableaux peints sur les embrasures des fenêtres), une chambre du XVe siècle possédant un carrelage verni avec quatre couleurs différentes et une double porte d'entrée à plis de serviettes simples, une autre chambre du XVe siècle avec cheminée, écusson à gaude de la Maison de Saint-Seine (mais fenêtre avec banc de pierre du XVIIe siècle) ainsi qu'une dernière, du XIVe siècle, au sommet de la tour quadrangulaire de flanquement (fenêtre à meneau et plafond composé de poutres en chêne côte à côte). Cette dernière tour abrite une pièce, dite « la prison », avec 4 anneaux dans la voûte et 2 meurtrières.
Le domaine de Rosières comprend également un colombier à pied (garni intérieurement de boulins), une porte charretière ouverte dans une tour fortifiée couverte d'une toiture de pavillon (du XVe siècle, elle était autrefois précédée d'un pont-levis), une chapelle, dite la « Saint-Georges », près de laquelle habitait un prêtre desservant ainsi que divers bâtiments loués à des cultivateurs.
Le pavillon du XVIIe siècle, construit par Claude Bernard-Maillard et sa femme Anne-Reine Maillot du Bousquet, est agrémenté de fresques. On y admire une vue du château au XVIIe siècle ainsi que les armoiries des Maillard-Bousquet.
Des jardins ont également été aménagés.

### Sources et bibliographie
- Christian Corvisier, « La maison-forte de Rosières », in Congrès archéologique de France, 1994, p. 145-154, (lire en ligne).